# Lluís Revert i Torrellas
Lluís Revert i Torrellas (Girona, 1928 - Barcelona, 22 de maig de 2012) fou un metge català, especialista en nefrologia, de la que se'l considera un pioner a Espanya, i hipertensió arterial. El seu pare era titular de la farmàcia de l'Hospital Militar de Girona i el seu avi, originari de Torroella de Montgrí, el 1878 va fundar la primera farmàcia a Santa Cruz de La Palma. El seu pare va morir durant la guerra civil espanyola i de petit va estudiar amb els Maristes de Girona. De 1946 a 1952 va estudiar medicina a la Universitat de Barcelona i després treballà com a metge d'urgències a l'Hospital Clínic de Barcelona, on es va decantar vers la nefrologia. El 1960 publicà la seva tesi doctoral Insuficiencia renal aguda.
Fou professor de patologia i clínica mèdiques de la Universitat de Barcelona i primer catedràtic de nefrologia de la mateixa universitat, i cap del Servei de Nefrologia de l'Hospital Clínic i Provincial de Barcelona, creat per ell, fins a la seva jubilació el 2000. El 1996 ingressà a la Reial Acadèmia de Medicina de Catalunya. Ha ocupat la Presidència de la Societat Espanyola i Catalana de Nefrologia i del 1984 al 2002 fou membre del Consell Nacional d'Especialitats Mèdiques.
El 1989 va rebre la Medalla Narcís Monturiol de la Generalitat de Catalunya per la seva dedicació a la recerca en el camp de la immunologia renal, de la hipertensió arterial i del metabolisme fosfocàlcic. El 2001 li fou atorgada la Medalla Josep Trueta al mèrit sanitari.

## Links de referència
- Lluís Revert Torrellas | Galeria de Metges Catalans del COMB